# Карлос Хименез
Карлос Хименез (Мадрид 10. фебруар 1976) је бивши шпански кошаркаш а сада кошаркашки тренер. Тренутно је помоћни тренер Уникахе.
Играо је на позицији крила и током своје каријере променио је само два шпанска клуба: Естудијантес и Уникаху. Био је дугогодишњи репрезентативац Шпаније са којом је освојио велики број медаља.

## Каријера
Сениорску каријеру је започео у Естудијантесу 1994. године и тамо играо пуних 12 година. 2000. је освојио Куп Краља са овим клубом. 2002. године био је део екипе Сакрамента у предсезони, али је отпуштен из тима пар дана пре почетка регуларног дела сезоне. 2006. године прелази у Уникаху где игра наредних пет сезона. 2011. се поново враћа у Естудијантес да би играчку каријеру завршио у Уникахи 2012. године.

### Репрезентација
Био је дугогодишњи члан кошаркашке репрезентације Шпаније за коју је одиграо укупно 170 утакмица. Са Европских првенстава има три сребра и једну бронзу, док са Светских има и једну златну медаљу. Такође са Олимпијских игара у Пекингу 2008. године има сребрну медаљу.

## Тренерска каријера
Одмах по окончању играчке кренуо је за тренерском каријером тако што је постао помоћни тренер у Уникахи.